# اوترختوم ۲۴۷۱
سیارک ۲۴۷۱ (به انگلیسی: 2471 Ultrajectum، نامگذاری:6545P-L) دو هزار و چهارصد و هفتاد و یکمین سیارک کشف شده‌است که در ۲۴ سپتامبر ۱۹۶۰ کشف شد.
قدر مطلق سیارک برابر ۱۱٫۹۰ است.